# Casillas (Spagna)
Casillas è un comune spagnolo di 818 abitanti situato nella comunità autonoma di Castiglia e León.